# Hoa sữa (bài hát)
"Hoa sữa" là một ca khúc của nhạc sĩ Hồng Đăng sáng tác vào năm 1978. Đây là một trong những ca khúc gắn liền với sự nghiệp của nhạc sĩ Hồng Đăng được ông sáng tác cho bộ phim Hà Nội mùa chim làm tổ của đạo diễn Đức Hoàn.

## Hoàn cảnh sáng tác

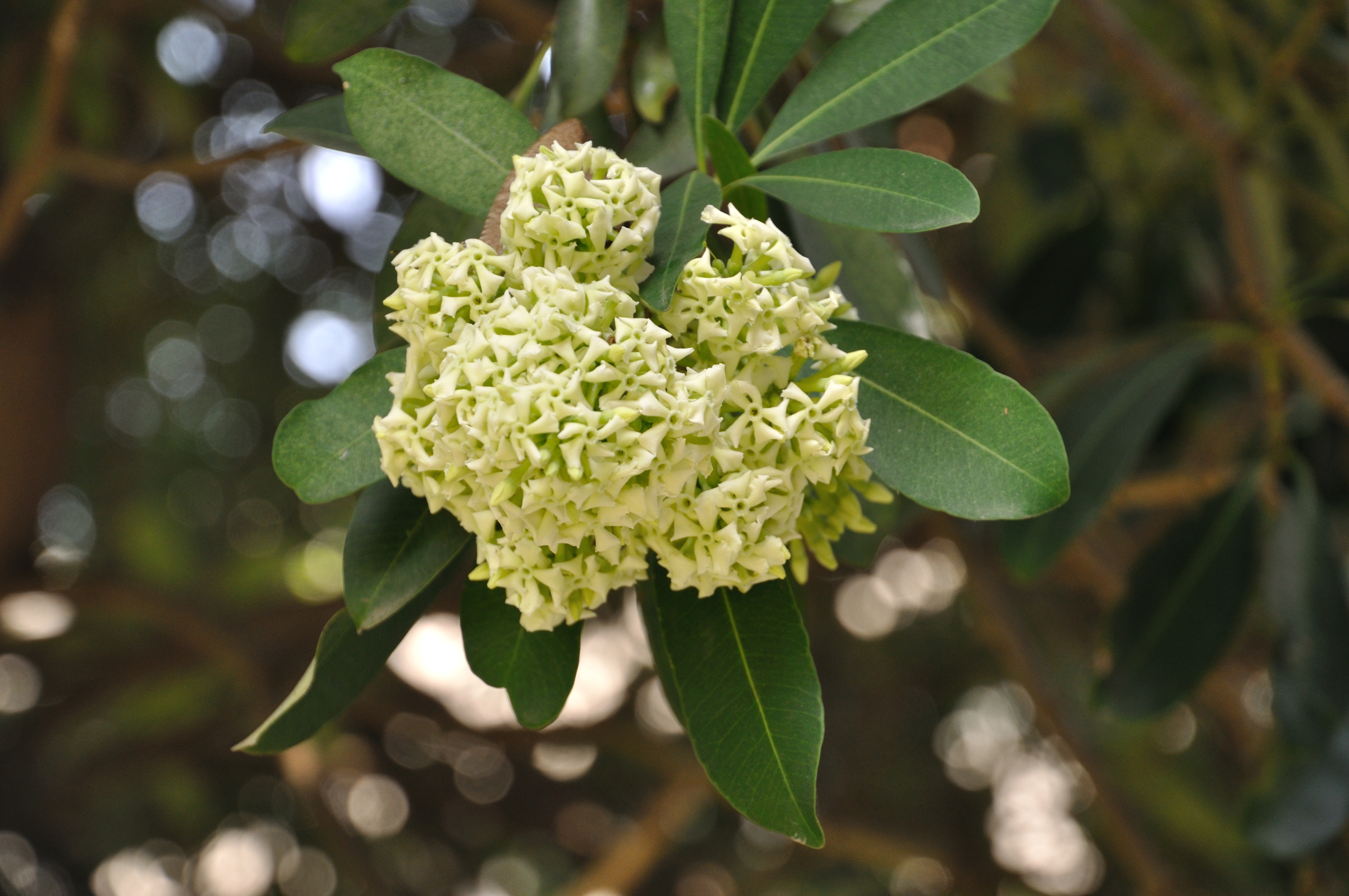
Một cành hoa sữa.

"Hoa sữa" được nhạc sĩ Hồng Đăng sáng tác vào năm 1978, theo lời "đặt hàng" của đạo diễn Đức Hoàn viết cho bộ phim Hà Nội mùa chim làm tổ. Theo lời kể của nhạc sĩ Hồng Đăng, ban đầu ông không có ý tưởng để sáng tác, sau đó nhà thơ Nguyễn Hương Trâm gợi ý ông viết về hoa sữa một loài hoa thơm nhưng ít người biết, khi sáng tác ca khúc này nhạc sĩ Hồng Đăng chưa từng biết về loài hoa sữa.
Ca khúc có giai điệu chậm rãi, viết về tình yêu của một đôi trai gái không thể đến được với nhau, hoa sữa là chứng nhân tình yêu của họ: "Kỷ niệm ngày xưa vẫn còn đâu đó, những bạn bè chung, những con đường nhỏ. Hoa sữa vẫn ngọt ngào đầu phố đêm đêm có lẽ nào anh lại quên em".

## Ca sĩ thể hiện
"Hoa sữa" được thể hiện lần đầu tiên bởi ca sĩ Lê Dung trong phim "Hà Nội mùa chim làm tổ". Năm 1986, ca sĩ Nhã Phương thu âm nhạc phẩm qua băng cassette. Thời điểm đó, bộ đôi Bảo Yến – Nhã Phương đang nổi tiếng, bài hát nhờ vậy được phổ biến rộng rãi đến công chúng và được yêu thích. Bài hát sau đó được một số ca sĩ thể hiện như Thanh Hoa, Hồng Nhung, Hồ Quỳnh Hương, Mỹ Linh, Lệ Quyên, Thanh Lam.
Nhạc sĩ Hồng Đăng nhận xét: "Bài 'Hoa sữa' nhiều ca sĩ thể hiện nhưng mỗi một ca sĩ biểu diễn bằng một tình yêu riêng. Ngay như Hồng Nhung hát rất cảm xúc, Hồ Quỳnh Hương hát cũng rất hay, Thanh Lam hát thì có người không thích, nhưng nhiều người lại bảo rất thích, không ai hát được bằng Thanh Lam".

## Tác động
Ngay khi ra mắt, "Hoa sữa" đã được giới học sinh, sinh viên thời đó thích ca từ, giai điệu lãng mạn của bài hát, rồi chép lại trong những cuốn sổ lưu niệm. Bài hát "Hoa sữa" của nhạc sĩ Hồng Đăng được đánh giá là một trong những ca khúc hay nhất viết về Hà Nội, mặc dù trong ca từ không có địa danh nào nhắc đến Hà Nội. Nhờ sự phổ biến của bài hát, hoa sữa được trồng nhiều hơn ở Hà Nội và nhiều địa phương khác. Tuy nhiên, mật độ hoa dày đặc khiến mùi hương trở nên nồng nặc, khiến những người dân xung quanh luôn than phiền về mùi hương của loài hoa này. Thậm chí nhạc sĩ Hồng Đăng từng bị "than phiền" cũng vì mùi hương của hoa sữa. Ngày 28 tháng 10 năm 2021, nhạc sĩ Hồng Đăng được trao Giải thưởng Bùi Xuân Phái – Vì tình yêu Hà Nội vì có những cống hiến xuất sắc cho nền âm nhạc Thủ đô, trong đó có bài "Hoa sữa".

### Đánh giá
Viết trên báo Tuổi Trẻ Thủ Đô, tác giả Cẩm Tú nhận xét: "Nhiều người xa Hà Nội, vẫn hát bài hát này như một kí ức không thể nào quên về Thủ đô. Điều đặc biệt là "Hoa sữa" được xếp vào trong số các ca khúc hay nhất viết về Hà Nội mặc dù không hề có bất cứ một danh từ, một địa điểm nào của Hà Nội". Còn theo báo Dân Việt, cho rằng "bài hát đã hoàn thành sứ mạng của mình trở thành một ca khúc cứ mỗi độ mùi hương hoa sữa về lại đánh thức nó sống dậy cùng với những tình yêu đôi lứa."